# Kamzičník
Kamzičník (historyczna nazwa niem. Heiligenhübel, cz. Svatá) – szczyt o wysokości 1420 m n.p.m. (podawana jest też wysokość 1419 m n.p.m. , 1419,8 m n.p.m.  lub 1420,0 m n.p.m. ) w paśmie górskim Wysokiego Jesionika (cz. Hrubý Jeseník), w północno-wschodnich Czechach, w Sudetach Wschodnich, na Morawach, w obrębie gminy Loučná nad Desnou, oddalony o około 3,3 km na południe od szczytu góry Pradziad (cz. Praděd), leżący na jego głównym grzbiecie (grzebieniu), pomiędzy szczytami Vysoká hole–JZ  i Velký Máj. Rozległość szczytu wraz ze stokami (powierzchnia stoków) szacowana jest na około 1,8 km², a średnie nachylenie wszystkich stoków wynosi około 12°.

## Charakterystyka
Kamzičník (podobnie jak np. Velký Děd) z uwagi na nieprzekraczającą minimalną wysokość pomiędzy szczytem i najniższym punktem przełęczy (minimalna deniwelacja względna) w kierunku szczytu Vysoká hole–JZ (min. 5 m) nie jest przez niektórych autorów zaliczony jako odrębna góra. Traktowany raczej jako wydłużenie stoku góry Vysoká hole.

### Lokalizacja

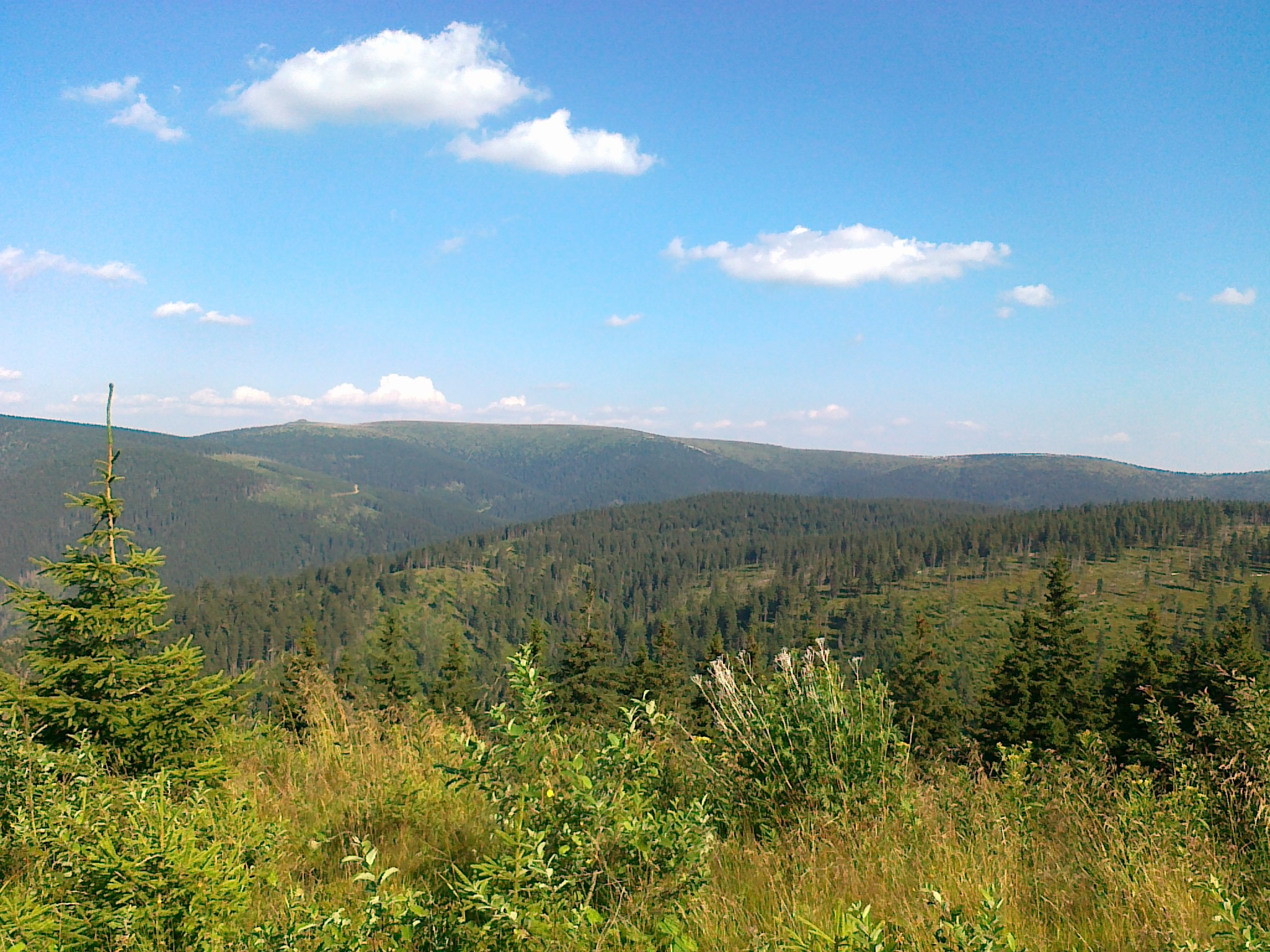
Widok z góry Dlouhé stráně na szczyty: Petrovy kameny, Vysoká hole, Vysoká hole–JZ, Kamzičník (poniżej Velká Jezerná) i Velký Máj (2012 rok)

Szczyt Kamzičník położony jest niemalże w centrum pasma Wysokiego Jesionika, leżący w części Wysokiego Jesionika, w centralnym obszarze (mikroregionu) o nazwie Masyw Pradziada (cz. Pradědská hornatina). Jest szczytem słabo rozpoznawalnym (patrząc na widoczny grzbiet główny, widząc charakterystyczny „ząb” skaliska szczytowego góry Petrovy kameny, patrząc dalej wzdłuż grzbietu można rozpoznać kolejne szczyty: Vysoká hole, Vysoká hole–JZ i Kamzičník). Bardzo często mylony z następnym szczytem tego grzbietu, tzn. szczytem Velký Máj lub poprzednim Vysoká hole–JZ. Niewidoczny z drogi okalającej połać szczytową góry Pradziad, bo przysłonięty masywem góry Vysoká hole, a z innego charakterystycznego punktu widokowego – z drogi okalającej szczyt góry Dlouhé stráně jest trudno rozpoznawalny, widoczny w linii patrzenia na górę Velká Jezerná. Jest szóstym co do wysokości szczytem Wysokiego Jesionika (po szczytach: Pradziad, Vysoká hole, Vysoká hole–JZ, Petrovy kameny i Keprník) i piątym w Masywie Pradziada. 
Szczyt wraz ze stokami ograniczają: od północnego zachodu dolina potoku Desná (Divoká Desná), od północy przełęcz o wysokości 1419 m n.p.m. w kierunku szczytu Vysoká hole–JZ i dolina krótkiego, nienazwanego potoku, będącego dopływem rzeki Moravice, od południowego wschodu przełęcz Sedlo pod Májem, od południa dolina krótkiego, nienazwanego potoku, będącego dopływem potoku Volárka, od południowego zachodu przełęcz o wysokości 1367 m n.p.m. w kierunku szczytu Velký Máj oraz od zachodu dolina krótkiego, nienazwanego potoku, będącego dopływem potoku Desná. W otoczeniu szczytu Kamzičník znajdują się następujące szczyty: od północnego wschodu Vysoká hole–JZ, od wschodu Temná, od południowego wschodu Malý Máj–SZ, od południowego zachodu Velký Máj, od zachodu Zámčisko i Zámčisko–S oraz od północnego zachodu Zámčisko–SZ i Nad soutokem.

### Szczyt

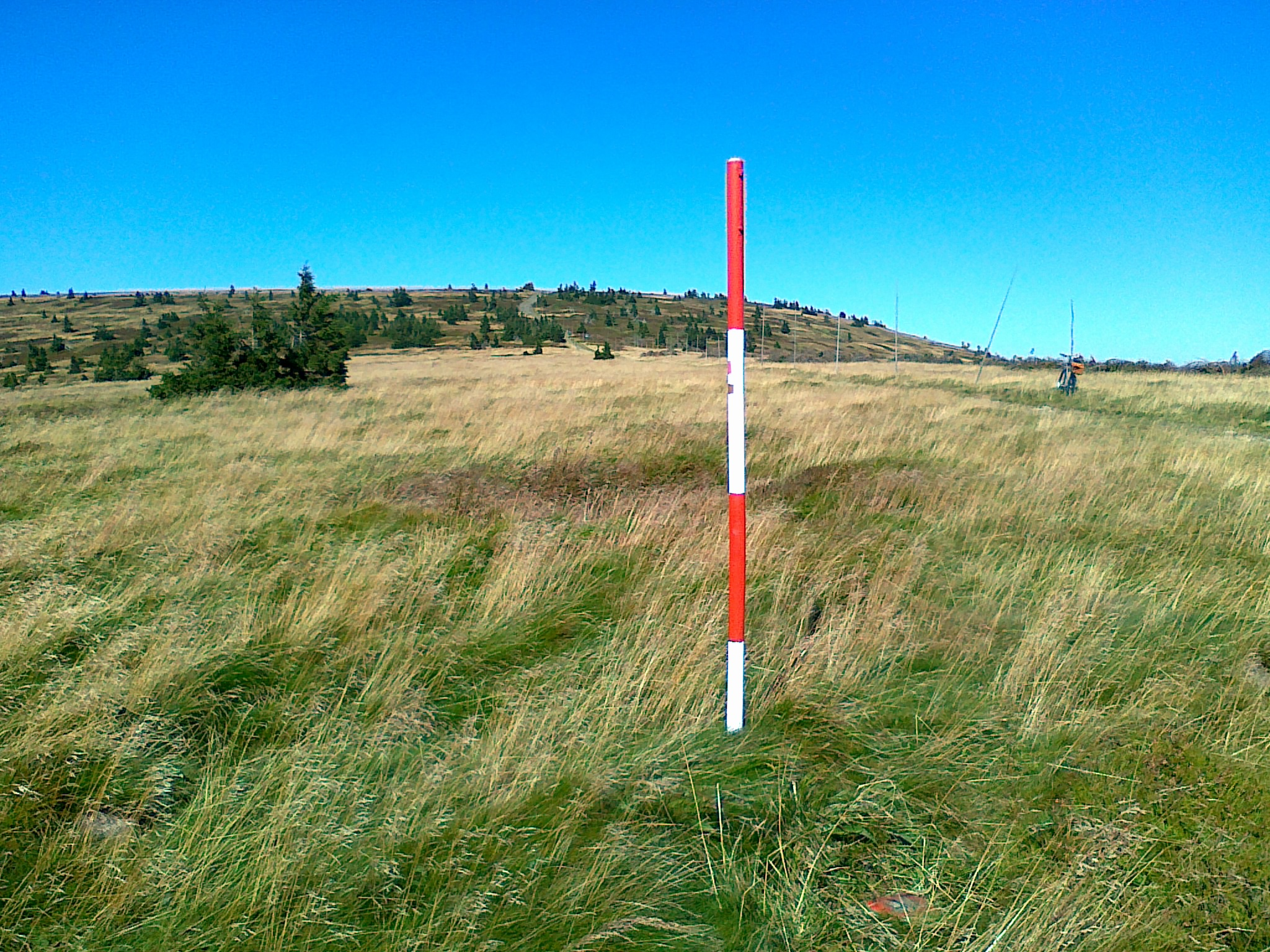
Widok sprzed punktu geodezyjnego na szczycie Kamzičníka na szczyt Vysoká hole–JZ (2020 rok)

Przez połać szczytową przebiega ścieżka główna oznakowana słupkami, na której wytyczono czerwony szlak turystyczny , a która jest jednocześnie punktem widokowym na otaczające szczyty gór i pasma górskie. Na szczycie znajduje się punkt geodezyjny, oznaczony na mapach geodezyjnych numerem (3.), o wysokości 1419,75 m n.p.m. oraz współrzędnych geograficznych (50°03′11,54″N 17°13′36,76″E/50,053206 17,226878), z widocznym koło niego zamontowanym, stalowym biało-czerwonym słupkiem, który jest oddalony o około 10 m od ścieżki głównej. Połać szczytowa pokryta jest na ogół łąką wysokogórską z obszarami kosodrzewiny.

### Stoki
W obrębie szczytu można wyróżnić trzy następujące zasadnicze stoki:
- południowo-wschodni
- południowo-zachodni
- zachodni

Stoki południowo-wschodni i zachodni są zalesione mniej więcej od wysokości 1300 m n.p.m. w dół – borem świerkowym. Powyżej zgodnie z piętrowym układem stref klimatyczno-roślinnych dominują hale wysokogórskie, pokryte łąką i łanami kosodrzewiny. 
Stoki mają stosunkowo łagodne, jednolite i zróżnicowane nachylenia. Średnie nachylenie stoków waha się bowiem od 3° (stok południowo-zachodni) do 16° (stok południowo-wschodni). Średnie nachylenie wszystkich stoków góry (średnia ważona nachyleń stoków) wynosi około 12°. Maksymalne średnie nachylenie u podnóża stoku południowo-wschodniego w pobliżu płynącego potoku Volárka na odcinku 50 m nie przekracza 35°. Stoki pokryte są nielicznymi na ogół nieoznakowanymi ścieżkami. Przemierzając je zaleca się korzystanie ze szczegółowych map, z uwagi na zawiłości ich przebiegu, zalesienie oraz zorientowanie w terenie.

### Geologia
Pod względem geologicznym Kamzičník ze stokami należy do jednostki określanej jako warstwy vrbneńskie i zbudowany jest ze skał metamorficznych: głównie fyllitów (muskowitów, biotytów, chlorytów), gnejsów, fyllonitów i łupków zieleńcowych, skał osadowych: głównie kwarcytów oraz skał magmowych: głównie meta-diabazów.

### Wody
Grzbiet główny (grzebień) góry Pradziad, biegnący od przełęczy Skřítek do przełęczy Červenohorské sedlo oraz dalej do przełęczy Ramzovskiej (cz. Ramzovské sedlo) jest częścią granicy Wielkiego Europejskiego Działu Wodnego, dzielącej zlewiska Morza Bałtyckiego i Morza Czarnego . 
Szczyt wraz ze stokami leży na tej granicy, na zlewiskach Morza Bałtyckiego (dorzecze Odry) na stoku południowo-wschodnim oraz Morza Czarnego (dorzecze Dunaju) na stoku zachodnim. Ze stoku południowo-wschodniego bierze swój początek potok o nazwie Volárka. Ponadto na potoku tym w odległości około 1 km na południowy wschód od szczytu, na wysokości około 1130 m n.p.m. występuje kaskada o nazwie (cz. Vodopády Volárky) złożona z dwóch wodospadów o wysokości (3 i 4) m. 

## Ochrona przyrody
Cała połać szczytowa, stok południowo-zachodni oraz pozostałe stoki oprócz ich dolnych fragmentów znajdują się w otoczeniu narodowego rezerwatu przyrody Praděd powstałego w 1991 roku o powierzchni około 2031 ha, z połączenia 6 odrębnych rezerwatów: Petrovy kameny, Velká kotlina, Malá kotlina, Vrchol Pradědu, Divoký důl i Bílá Opava, będącego częścią wydzielonego obszaru objętego ochroną o nazwie Obszar Chronionego Krajobrazu Jesioniki (cz. Chráněná krajinná oblast (CHKO) Jeseníky), a utworzonego w celu ochrony utworów skalnych, ziemnych i roślinnych oraz rzadkich gatunków zwierząt.

### Ścieżki dydaktyczne
Wzdłuż grzbietu głównego wytyczono w 2009 roku ścieżkę dydaktyczną (cz. Naučná stezka Po hřebenech – světem horských luk) o długości 12 km na odcinku:
 Ovčárna – Skřítek (z 12 stanowiskami obserwacyjnymi na trasie).

## Turystyka
W obrębie szczytu i stoków nie ma żadnego schroniska lub hotelu górskiego, natomiast w odległości około 2,3 km w kierunku północno-wschodnim od szczytu, przy drodze Hvězda – Pradziad, na stoku góry Petrovy kameny znajdują się hotele górskie: Ovčárna i Figura oraz schronisko Sabinka. Nieco dalej, bo około 3,4 km na północ od szczytu, na wieży Pradziad: hotel Praděd, około 2,7 km na północ od szczytu schronisko Barborka i około 2,6 km na północ od szczytu hotel Kurzovní chata. Ponadto w odległości około 2,2 km na zachód od szczytu położona jest jedna z najstarszych chat Wysokiego Jesionika Františkova myslivna, postawiona w 1865 roku przez rodzinę Kleinów, wówczas jako chata łowiecka. Obecnie służy jako niewielkie schronisko turystyczne z ograniczoną bazą noclegową, dysponujące tylko 16 miejscami (własność prywatna). Na połaci szczytowej i na stokach nie wyznaczono żadnego skrzyżowania czy przystanku turystycznego. Jedynie blisko szczytu znajduje się jeden z punktów obserwacyjnych ścieżki dydaktycznej.

### Szlaki turystyczne, rowerowe i trasy narciarskie
Klub Czeskich Turystów (cz. Klub Českých Turistů) wytyczył w obrębie szczytu i stoków jeden szlak turystyczny na trasie:
 Červenohorské sedlo – góra Velký Klínovec – przełęcz Hřebenová – szczyt Výrovka – przełęcz Sedlo pod Malým Jezerníkem – szczyt Malý Jezerník – góra Velký Jezerník – przełęcz Sedlo Velký Jezerník – schronisko Švýcárna – góra Pradziad – przełęcz U Barborky – góra Petrovy kameny – Ovčárna – przełęcz Sedlo u Petrových kamenů – góra Vysoká hole – szczyt Vysoká hole–JZ – szczyt Kamzičník – góra Velký Máj – przełęcz Sedlo nad Malým kotlem – góra Jelení hřbet – Jelení studánka – przełęcz Sedlo pod Jelení studánkou – góra Jelenka – góra Ostružná – Rýmařov
Przez szczyt i stoki nie przechodzi żaden szlak rowerowy. 
W okresach ośnieżenia wzdłuż ścieżki głównej przebiega trasa narciarstwa biegowego o nazwie tzw. (cz. Jesenická magistrála). W obrębie szczytu oraz na stokach nie poprowadzono żadnej trasy narciarstwa zjazdowego.